# Dark Ballet
"Dark Ballet" é uma canção gravada pela cantora e compositora norte-americana Madonna para seu décimo quarto álbum de estúdio Madame X (2019). Escrita e produzida por Madonna e seu colaborador de longa data Mirwais Ahmadzaï, a faixa contém uma amostra de O Quebra-Nozes (1892) de Pyotr Ilyich Tchaikovsky. Inspirada na figura histórica Joana d'Arc, é uma balada ao piano de pop experimental e electro-gospel, com vocais com efeito de vocoder que falam sobre se rebelar contra o patriarcado. A canção foi lançada em 7 de junho de 2019 como o terceiro single promocional do álbum.
A faixa recebeu resenhas positivas de críticos musicais, que a consideraram um destaque de Madame X, além de uma das músicas mais estranhas e experimentais de Madonna. No Reino Unido, "Dark Ballet" atingiu o número 83 na tabela oficial de downloads. Um videoclipe, dirigido por Emmanuel Adjei, foi lançado em 7 de junho de 2019, apresentando o rapper Mykki Blanco interpretando Joana d'Arc. Madonna cantou "Dark Ballet" pela primeira vez durante o Met Gala de 2018, então conhecida como "Beautiful Game", e como o segundo número de sua Madame X Tour entre 2019 e 2020.

## Antecedentes e composição
Em 2017, Madonna se mudou para Lisboa, Portugal, buscando uma escola de futebol para seu filho David, que queria se tornar um jogador de futebol de uma associação profissional. Enquanto morava na cidade, ela começou a conhecer artistas, pintores e músicos, que a convidavam para "sessões de sala de estar". Nessas sessões, eles traziam comida, sentavam-se à mesa e os músicos começavam a tocar instrumentos, cantando fado e samba. Encontrando-se "conectada através da música", a cantora decidiu criar um álbum; "Encontrei minha tribo [em Lisboa] e um mundo mágico de músicos incríveis que reforçaram minha crença de que a música em todo o mundo está realmente totalmente conectada e é a alma do universo". Em 15 de abril de 2019, Madonna revelou como sendo Madame X o título de seu décimo quarto álbum de estúdio. Para o projeto, ela trabalhou com o colaborador de longa data Mirwais Ahmadzaï, que já havia trabalhado em seus álbuns Music (2000), American Life (2003) e Confessions on a Dance Floor (2005), além de Mike Dean, que atuou como produtor em Rebel Heart (2015), e Diplo.
"Dark Ballet" foi escrita e produzida por Madonna e Ahmadzaï, e contém amostras de O Quebra-Nozes (1892) de Pyotr Ilyich Tchaikovsky. Foi descrita como uma balada ao piano de pop experimental, e electro-gospel, com vocais com efeito de vocoder que falam sobre a fé da cantora e "cruzada de uma vida contra as forças patriarcais da religião, gênero e celebridade". No verso de abertura, Madonna canta com "forte confiança" a frase "Posso me vestir como um menino / Posso me vestir como uma garota" e, num tom irônico, como "nosso mundo está obcecado pela fama". Após um interlúdio de piano, ela se transforma em um fragmento "sinistro" e "mutilado, falhado" de Dança dos Tubos de Bambu de O Quebra-Nozes, em que Madonna canta com uma voz robótica fortemente editada: "Não denunciarei as coisas que eu disse / Não renunciarei à minha fé em meu querido Senhor". Esta última parte, de acordo com Stephen Thomas Erlewine, da AllMusic, evoca o filme de 1971, A Clockwork Orange, de Stanley Kubrick. Madonna então pronuncia a frase "A tempestade não está no ar / está dentro de nós". A música termina com a cantora soprando ar pelos lábios, simulando o vento. Madonna disse que a principal inspiração da música foi Joana d'Arc. Durante uma entrevista à Rolling Stone, ela explicou: "[Joana d'Arc] lutou contra os ingleses e venceu, os franceses ainda não estavam felizes [...] Ainda assim eles a julgaram. Disseram que ela era um homem, disseram que ela era lésbica, eles disseram que ela era uma bruxa e, no final, a queimaram na fogueira, e ela não temia nada. Admiro isso". "Dark Ballet" foi lançada como o terceiro single promocional do álbum em 7 de junho de 2019.

## Análise da crítica
"Dark Ballet" recebeu resenhas geralmente positivas de críticos musicais. Stephen Thomas Erlewine da AllMusic considerou-a uma "canção sinistra" e um dos destaques de Madame X. El Hunt, da NME, disse que era "tão ignóbil e sinistra quanto os momentos mais sombrios de Ray of Light", e a comparou ao single de 2002 da cantora, "Die Another Day". Sal Cinquemani, da Slant Magazine, disse que seu tema lírico lembrava Franz Kafka. Também da Slant Magazine, Alexa Camp elogiou a faixa por ser "ambiciosa", além de "um lembrete da mágica maluca que Madonna e Mirwais são capazes de preparar juntos". Jeremy Helligar, da Variety, considerou esta, ao lado de "God Control", como um dos momentos em Madame X em que "a verdadeira estranheza se instala" e "o mais próximo que Madonna pode chegar a sua 'Bohemian Rhapsody'". Robbie Barnett, do Washington Blade, escreveu que era uma das faixas de destaque do álbum, além de "uma declaração ousada de extrema expressão artística". Ao escrever para o Idolator, Mike Wass chamou-a de "um pouco pesada, mas mesmo assim hipnotizante". Em outra crítica, Wass disse que era o single "mais experimental" da cantora. Daniel Megarry do Gay Times comentou que a faixa era "indiscutivelmente a canção mais bizarra" de todo o catálogo de Madonna, bem como a quinta melhor faixa em Madame X.
Daniel Welsh, do HuffPost, disse que "Dark Ballet" era a música mais estranha do álbum, onde a cantora "aproveita a oportunidade para deixar seus detratores saberem que não importa o que seja jogado nela, ela não vai se render". Louise Bruton, do The Irish Times, afirmou que a música é "uma posição experimental contra o autoritarismo". Johnny Coleman, do The Hollywood Reporter, observou que Madonna "faz uma boa impressão de Wendy Carlos" em "Dark Ballet". Sean Maunier, da Metro Weekly, chamou-a de "estranhamente infecciosa". Jaime Tabberer, do Gay Star News, comparou-a com os singles anteriores de Madonna, "Human Nature" (1995) e "What It Feels Like for a Girl" (2001), pois todas as três músicas exalam "a mesma atitude feroz" e tocam no temas de discriminação e sexismo. Michael Arceneaux, da NBC News, selecionou a faixa como uma das "esquisitices" do álbum. Em uma crítica negativa, Rich Juzwiak, da Pitchfork, disse que "a melancolia 808 de 'Dark Ballet' é horrível". Mark Kennedy, do Chicago Sun-Times, escreveu que a faixa "começa promissora o suficiente, mas chega a uma pilha de slogans inúteis e sem sentido alterados por computador".

## Videoclipe

Captura do videoclipe de "Dark Ballet, mostrando Mykki Blanco interpretando uma Joana d'Arc sendo queimada em uma fogueira

O videoclipe de "Dark Ballet" foi lançado em 7 de junho de 2019 e foi dirigido por Emmanuel Adjei. Ele estrelou o rapper americano Mykki Blanco no papel de uma Joana d'Arc transgênero que é queimada na fogueira. Madonna conheceu Blanco através do produtor Mike Dean e ficou interessada em trabalhar com ele. Depois de contatá-lo, Blanco voou para Londres e a conheceu em sua casa. Ela o fez ouvir a versão finalizada do álbum e pediu que ele retratasse Joana d'Arc no vídeo. Blanco é abertamente homossexual e HIV positivo, e Madonna sentiu que ele poderia se relacionar com as lutas de Joana. Segundo Blanco, Madonna atuou como co-diretora e até trabalhou na coreografia, cinematografia e figurino, mas não foi creditada. Em 5 de junho, ela compartilhou duas prévias do vídeo em sua conta do Instagram: uma a mostrava usando um véu, intercalada com iconografia religiosa, enquanto a outra mostrava Blanco sendo queimado.
O vídeo começa com uma citação de Joana D'Arc: "Uma vida é tudo o que temos e vivemos como acreditamos em vivê-la. Mas sacrificar o que você é e viver sem crença, esse é um destino mais terrível do que morrer". Contada em uma narrativa não-linear, começa com Blanco mantido em cativeiro em uma cela de pedra, vestindo uma túnica branca suja com os pulsos amarrados. Ele é então levado por clérigos "com cara de pedra" para sua execução enquanto canta junto com a letra. Blanco é então visto dançando, primeiro em uma catedral vestindo um espartilho de ouro, semelhante ao que Madonna usava em sua Blond Ambition World Tour (1990), pedindo aos homens que o poupassem, e depois em um altar. A cena final é de Blanco nu, com a cabeça raspada, sendo queimado na fogueira, enquanto um grupo de freiras com véu, uma delas Madonna, olha de baixo. O vídeo termina com uma citação "inspiradora" de Blanco: "Eu andei nesta terra, negro, queer e soropositivo, mas nenhuma transgressão contra mim foi tão poderosa quanto a esperança que tenho dentro de mim".
O videoclipe recebeu análises positivas de críticos. Althea Legaspi, da Rolling Stone, o chamou de "cinematográfico". Alexa Camp da Slant Magazine notou uma cena rápida inspirada no filme de Carl Theodor Dreyer, A Paixão de Joana d'Arc, de 1928, logo no início. Ela também viu semelhanças com o vídeo de Madonna para "Like a Prayer" de 1989, especificamente no uso de imagens religiosas e na história que gira em torno de uma pessoa negra perseguida. Camp concluiu que, ao lançar uma pessoa de cor e não a si mesma como "oprimida", Madonna estava destacando "o impacto desproporcional do patriarcado nas minorias". Para Justin Moran, da revista Paper, "a opinião [de Mykki Blanco] sobre Joana d'Arc reflete como o seu cotidiano aprecia o meio", também apontando a ausência da cantora no vídeo. Mike Wass do Idolator saudou o vídeo como um "pesadelo gótico" e "misterioso". Segundo Chloe Melas, da CNN, o vídeo era "uma nova prova de que Madonna nunca teve medo de ultrapassar os limites". O vídeo foi indicado em setembro de 2019 para o UK Music Video Awards na categoria de "Melhor Vídeo Pop - Internacional".

## Apresentações ao vivo
Madonna cantou pela primeira vez "Dark Ballet", conhecida então como "Beautiful Game", no Met Gala de 2018. Depois de cantar "Like a Prayer" e um cover de "Hallelujah" (1984), de Leonard Cohen, ela começou a cantar a música usando um espartilho e um acessório metálico para os braços, com os cabelos trançados e repartidos no meio. Vários dançarinos, vestindo trajes semelhantes, realizaram uma coreografia que parecia controlar e restringir os movimentos da artista. Um fragmento de "Dark Ballet" foi incluído durante a performance de Madonna de "Like a Prayer" e "Future" no Festival Eurovisão da Canção 2019. A canção foi incluída na Madame X Tour, realizada entre 2019 e 2020, onde era a segunda música do repertório. A apresentação contou com "referências de Joana d'Arc, roupas religiosas e batalhas com dançarinos usando máscaras de gás que lembram os ratos de O Quebra-Nozes", bem como uma intermissão de balé no meio da performance. Em um ponto, a artista é empurrada do piano por um dos dançarinos. Joe Lynch, da Billboard, elogiou a "mistura convincente de iconografia cristã e pompa pagã".

## Créditos
- Madonna — vocais, composição, produção
- Mirwais Ahmadzaï – composição, produção
- Lauren D'Elia – produção vocal

Créditos adaptados do website Genius.

## Desempenho nas tabelas musicais
No Reino Unido, "Dark Ballet" alcançou o número 83 na tabela oficial de downloads na semana de 14 de junho de 2019.
| Tabela musical (2019)                    | Melhor posição |
| ---------------------------------------- | -------------- |
| Reino Unido (UK Singles Downloads Chart) | 83             |